# Oblast' di Kaluga
L'oblast' di Kaluga (in russo Калу́жская о́бласть?, Kalúžskaja óblastʾ) è un'oblast' della Russia che si estende su un territorio pianeggiante ed ondulato, percorso dal fiume Oka e da alcuni suoi affluenti; la sua capitale è Kaluga.
Lo sfruttamento delle foreste, l'agricoltura (cereali, foraggi e lino), l'allevamento (bovini), le risorse del sottosuolo (carbone e fosforiti), le industrie (tessili ed alimentari) sono le principali risorse dell'oblast.
La capitale Kaluga è un porto sul fiume Oka, 150 km a sudovest di Mosca; è nota per l'artigianato del vetro ed i suoi antichi edifici civili e religiosi tanto da diventare ambita meta di un turismo sempre più in crescita.
Altre città importanti sono:
- Obninsk
- Ljudinovo
- Kirov
- Mosal'sk

## Geografia antropica

### Suddivisioni amministrative

#### Rajon
L'oblast' di Kaluga comprende 24 rajon (fra parentesi il capoluogo; sono indicati con un asterisco i capoluoghi non direttamente dipendenti dal rajon ma posti sotto la giurisdizione dell'oblast'):
- Babyninskij (Babynino)
- Barjatinskij (Barjatino)
- Borovskij (Borovsk)
- Chvastovičskij (Chvastoviči)
- Duminičskij (Duminiči)
- Dzeržinskij (Kondrovo)
- Ferzikovskij (Ferzikovo)
- Iznoskovskij (Iznoski)
- Juchnovskij (Juchnov)
- Kirovskij (Kirov*)
- Kozel'skij (Kozel'sk)
- Kujbyševskij (Betlica)

- Ljudinovskij (Ljudinovo*)
- Malojaroslaveckij (Malojaroslavec)
- Medynskij (Medyn')
- Meščovskij (Meščovsk)
- Mosal'skij (Mosal'sk)
- Peremyšl'skij (Peremyšl')
- Spas-Demenskij (Spas-Demensk)
- Suchiničskij (Suchiniči)
- Tarusskij (Tarusa)
- Ul'janovskij (Ul'janovo)
- Žizdrinskij (Žizdra)
- Žukovskij (Žukov)

#### Città
I centri abitati dell'oblast' che hanno lo status di città (gorod) sono 22 (in grassetto le città sotto la diretta giurisdizione dell'oblast', che costituiscono una divisione amministrativa di secondo livello):
- Balabanovo
- Belousovo
- Borovsk
- Ermolino
- Juchnov
- Kaluga
- Kirov
- Kondrovo

- Kozel'sk
- Kremënki
- Ljudinovo
- Malojaroslavec
- Medyn'
- Meščovsk
- Mosal'sk
- Obninsk

- Spas-Demensk
- Suchiniči
- Sosenskij
- Tarusa
- Žizdra
- Žukov

#### Insediamenti di tipo urbano
I centri urbani con status di insediamento di tipo urbano sono invece 7 (al 2020):
- Vorotynsk
- Duminiči
- Gorodok
- Pjatovskij
- Polotnjanyj Zavod
- Seredejskij
- Tovarkovo